# Yukarıçiyanlı, Kadirli
Yukarıçiyanlı là một xã thuộc huyện Kadirli, tỉnh Osmaniye, Thổ Nhĩ Kỳ. Dân số thời điểm năm 2010 là 972 người.